# Claude Thornhill
Claude Thornhill (10. srpna 1908, Terre Haute, Indiana, USA  – 2. července 1965, New Jersey, USA) byl americký jazzový pianista, hudební skladatel a aranžér.
Nejvíce ho proslavila skladba „Snowfall“, kterou později předělali mimo jiné i Wes Montgomery, Glenn Miller, Steve Hall a mnoho dalších. V roce 1984 byl uveden do Big Band and Jazz Hall of Fame.